# Jour de l'honneur
Le Jour de l'honneur (en hongrois : Becsület napja) est un rassemblement néonazi organisé annuellement à Budapest aux alentours du 11 février, honorant les soldats allemands de la Waffen-SS et les troupes hongroises qui tentèrent de rompre le siège soviétique du château de Buda lors de la bataille de Budapest en 1945. Il est devenu le deuxième plus grand rassemblement néonazi d'Europe.
Introduit en 1997 par la Ligne de front national hongrois, puis repris par Blood and Honour en 2003, il attire des milliers de participants, dont de nombreux groupes d'extrême droite hongrois et étrangers.
Malgré plusieurs tentatives d'interdiction par les autorités, le rassemblement bénéficie d'une couverture médiatique favorable dans les médias contrôlés par le gouvernement et a reçu des subventions publiques. En 2023, une forte répression vise les contre-manifestants antifascistes, notamment à travers des mandats d'arrêt européens.

## Historique
Le Jour de l'honneur est organisé chaque année à Budapest vers le 11 février pour honorer les soldats de la Waffen-SS allemande et des troupes hongroises qui tentèrent de rompre le siège de l'Armée rouge autour du château de Buda lors de la bataille de Budapest en 1945,.
Introduit en 1997 par la Ligne de front national hongrois, la première édition de ce rassemblement mobilise 150 participants. Il est ensuite repris par Blood and Honour dès 2003. Cette commémoration devient le deuxième plus grand rassemblement néonazi d'Europe et attire des milliers de personnes, dont des leaders néonazis européens. Malgré l'interdiction de Blood and Honour en Hongrie en 2004, ses symboles et son idéologie restent très présents lors de la cérémonie.
Depuis 2005, le Fidesz organise également des cérémonies officielles via la municipalité du 1er arrondissement de Budapest.
En 2020, l'événement est organisé par le groupe d'extrême droite violent Légió Hungária (hu). Une contre-manifestation antifasciste rassemble pour la première fois plus de participants que l'événement néonazi.

## Déroulement de l'événement
L'événement se déroule principalement sur la Hősök tere et inclut un rassemblement au parc Városmajor, lieu d'un massacre perpétré par les Croix fléchées contre des Juifs en janvier 1945, ainsi qu'une marche nocturne de 60 kilomètres suivant le parcours des soldats SS et hongrois,.

## Participants

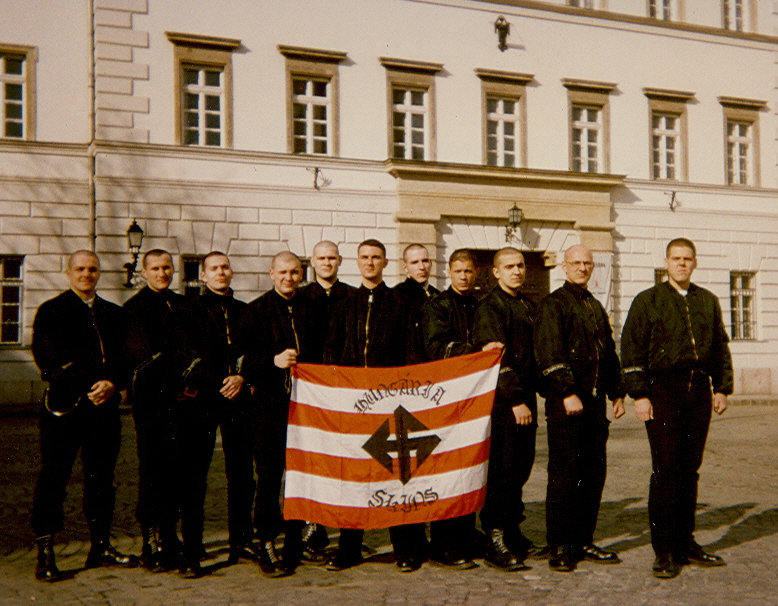
Membres des Hungaria Skins lors de la première édition du Jour de l'honneur.

Divers groupes d'extrême droite hongrois comme Pax Hungarica, le Jobbik, le Mouvement de jeunesse des 64 comtés et Betyársereg participent également à cet événement, ainsi que de nombreux néonazis étrangers, comme Die Rechte,, Der III. Weg, le Mouvement de résistance nordique, et la branche serbe de Blood and Honour.
De nombreux participants portent des uniformes d'époque, notamment ceux de la Wehrmacht et des unités SS, équipés d'accessoires militaires authentiques ou reproduits, tandis que d'autres y participent en tenue civile.
Certains participants n'ont pas d'affiliation idéologique revendiquée.

## Rapports avec les autorités

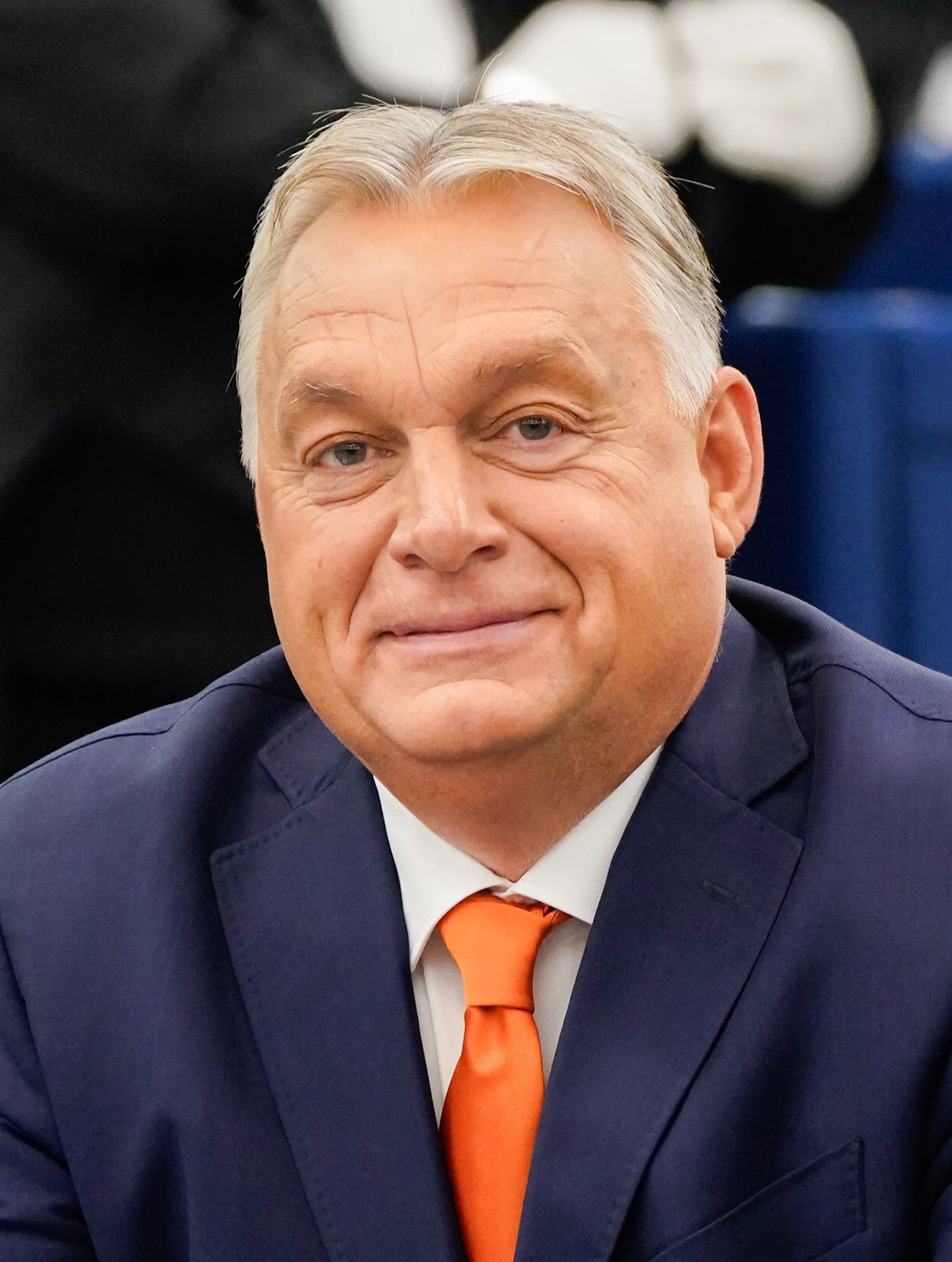
Viktor Orbán.

Depuis l'arrivée au pouvoir de Viktor Orbán en 2010, cette commémoration reçoit une couverture médiatique favorable dans les médias contrôlés par le gouvernement, qui présentent les forces de l'Axe comme des « défenseurs héroïques de l'Europe ».  Orbán tente en 2018 d'empêcher la tenue du rassemblement néonazi conformément à une promesse faite au président de la Fédération des Communautés juives de Hongrie, sans toutefois y parvenir.
En 2022, la police hongroise interdit la commémoration annuelle du Jour de l'honneur, citant la présence probable de groupes extrémistes susceptibles de troubler l'ordre public et de promouvoir des idées portant atteinte à la dignité des victimes de la Seconde Guerre mondiale. Elle est cependant autorisée les années suivantes.
D'après Le Figaro, Orbán fait preuve d'une tolérance particulière envers cet événement par rapport à d'autres manifestations néonazies interdites. Le quotidien français note par ailleurs que les organisateurs du Jour de l'honneur ont reçu des subventions publiques.

## Répression des contre-manifestants
En 2023, 18 militants antifascistes, principalement allemands et italiens, sont poursuivis par la justice hongroise pour leur participation à une contre-manifestation en réaction au Jour de l'honneur. Les autorités hongroises lancent une traque à l'échelle européenne en lançant des mandats d'arrêt européens pour appréhender des militants, notamment en France, en Italie, en Allemagne et en Finlande.

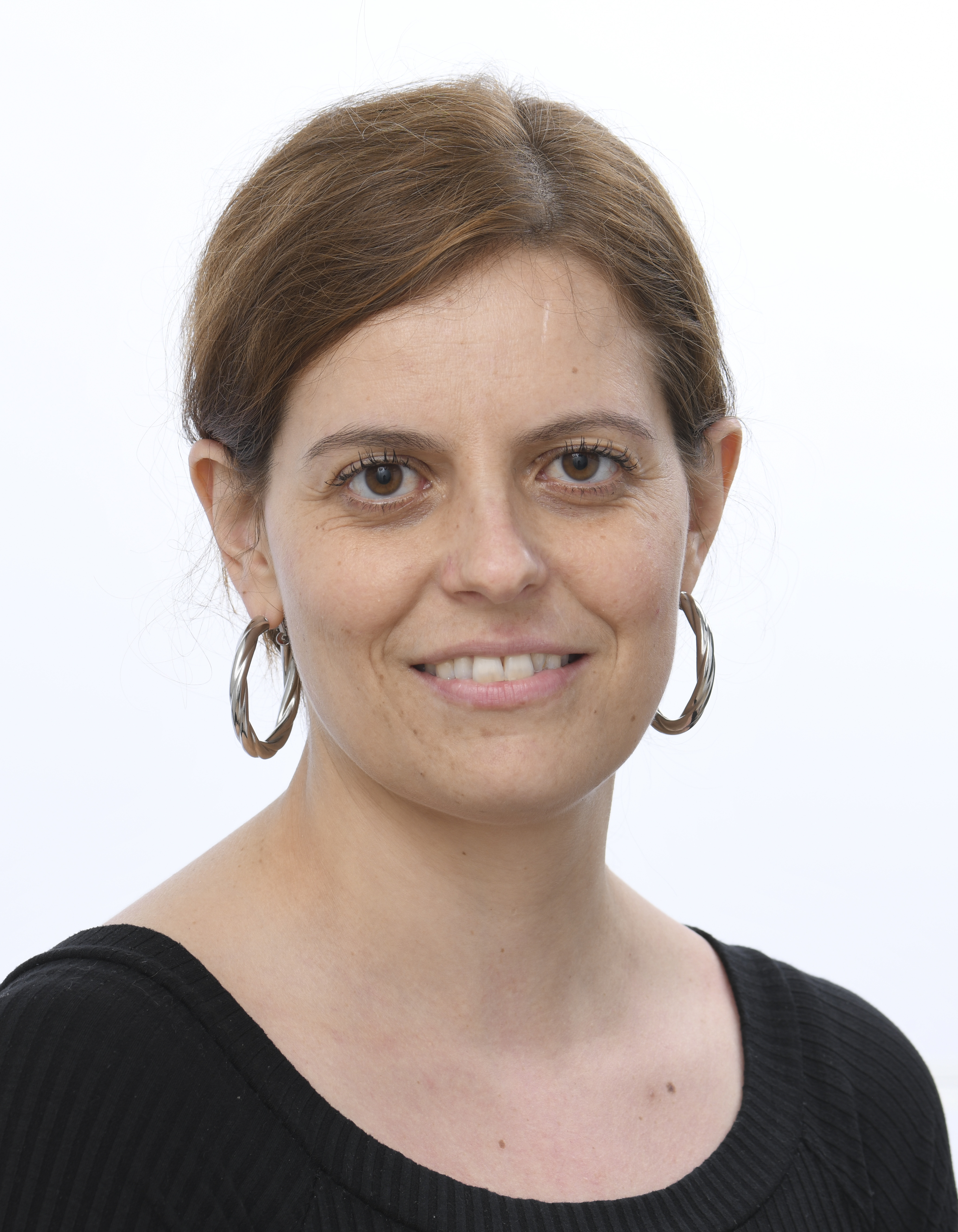
Ilaria Salis.

La militante italienne Ilaria Salis est accusée d'avoir blessé trois participants et d'appartenir à une organisation criminelle. Onze ans de prison sont requis contre elle. Salis subit de nombreuses violations de ses droits fondamentaux lors de son incarcération, privée d'accès aux produits d'hygiène élémentaires y compris lors de ses règles, obligée de porter des vêtements souillés, souffrant de malnutrition, privée de soins médicaux de base, empêchée de communiquer avec sa famille pendant plus de six mois, soumise à plus d'un mois d'isolement et détenue dans une cellule infestée d'insectes. Elle est également soumise à des interrogatoires sans avocat ni traducteur et est menottée aux pieds devant un tribunal hongrois en 2024.
Son équipe juridique se voit refuser l'accès au dossier à plusieurs reprises, tandis que des responsables gouvernementaux hongrois la présentent publiquement comme coupable. Lors des audiences, des militants néonazis en tenue paramilitaire intimident les personnes soupçonnées de lui être solidaires. Sa notoriété en Italie conduit à son élection au Parlement européen en juin 2024 sous la bannière de l'Alliance des Verts et de la gauche, ce qui lui confère une immunité parlementaire, que les alliés d'Orbán tentent de lever.
Gabriele Marchesi, un italien d'une vingtaine d'années, échappe à l'extradition après qu'un tribunal de Milan bloque le mandat d'arrêt européen en 2024, bien que rien n'empêche la Hongrie d'émettre un nouveau mandat si Marchesi voyage dans un autre pays de l'Union européenne.
Après avoir fui lorsque la procédure judiciaire le visant en Finlande semblait aboutir à son extradition vers la Hongrie, le militant antifasciste albanais Rexhino Abazaj, dit « Gino », est placé en détention en France en novembre 2024 dans le cadre de cette affaire. Il refuse d'être extradé en Hongrie et est remis en liberté en mars 2025. En avril 2025, la cour d'appel de Paris refuse définitivement son extradition, estimant qu'il risquerait de ne pas bénéficier d'un procès équitable en Hongrie et pourrait y subir des mauvais traitements.
Maja T., personne non-binaire militante de nationalité allemande, fait l'objet d'une extradition vers la Hongrie malgré une intervention ultérieure de la Cour constitutionnelle fédérale qui sanctionne le tribunal ayant autorisé ce transfert, en raison des conditions carcérales en Hongrie et des mesures anti-LGBTQ+ sous le gouvernement Orbán,. En février 2025, Maja comparaît avec des chaînes devant un tribunal à Budapest, déclarant : « Je suis poursuivi·e par un État européen en raison de mon engagement antifasciste ».
En janvier 2025, six personnes soupçonnées d'avoir participé aux attaques de 2023 se rendent aux autorités allemandes pour éviter l'extradition vers la Hongrie.

## Analyse historique
D'après l'universitaire Magdalena Marsovszky, son nom rappelle le slogan de la Waffen-SS « Mon honneur s'appelle fidélité ». Elle critique ces commémorations pour leur présentation des forces nazies et de leurs alliés hongrois comme des défenseurs et des victimes, alors qu'ils faisaient partie des puissances de l'Axe qui étaient les agresseurs durant la Seconde Guerre mondiale, mais aussi pour l'omission de la Shoah et la glorification de troupes alliées aux nazis.